# Dapsa tyrrhena
Dapsa tyrrhena là một loài bọ cánh cứng trong họ Endomychidae. Loài này được Audisio & Zampetti miêu tả khoa học năm 1981.